# Kevin J. Anderson

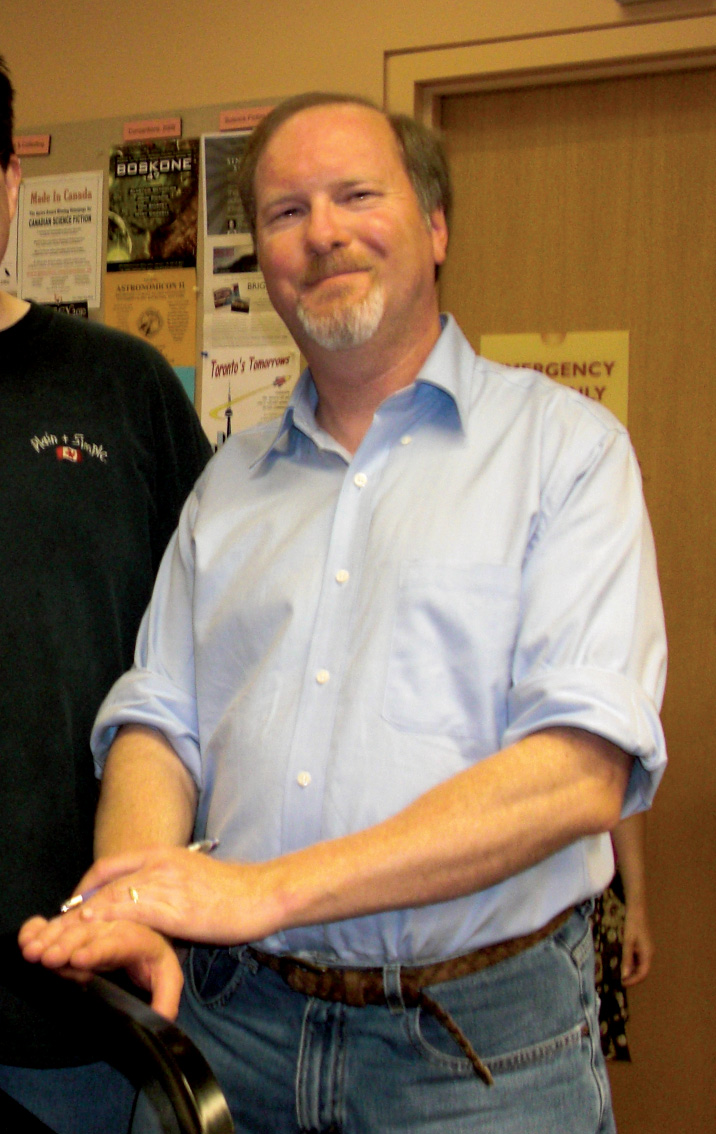
Kevin J. Anderson

Kevin J. Anderson (Oregon (Wisconsin), 27 maart 1962) is een sciencefictionschrijver.
Hij is vooral bekend van zijn spin-offromans (hij heeft spin-offs voor Star Wars, StarCraft, Titan A.E. en The X-Files geschreven of mede-geschreven), maar er zijn ook originele werken van zijn hand met zelfverzonnen personages.